# Gard Sivik
Gard Sivik was een Vlaams-Nederlands avant-gardetijdschrift dat in 1955 werd opgericht op initiatief van de Vlaamse dichters Gust Gils en Paul Snoek. Het experimentele tijdschrift werd vernoemd naar het gelijknamige jazzcafé aan de Stadswaag in Antwerpen en wilde een forum bieden aan jonge dichters ter bevordering van de avant-gardekunst.
Gard Sivik stelde zelf een opvolger te zijn van Tijd en Mens. Medewerkers van het eerste uur waren de dichters Gust Gils, Paul Snoek (Edmond Schietekat), Hugues C. Pernath (Hugo Wouters) en Simon Vanloo (Paul Possemiers) en voor toneel Tone Brulin (Antoon van den Eynde).
Gard Sivik bekampte in de tweede helft van de jaren 1950 het andere experimentele tijdschrift De Tafelronde. Achteraf gezien is Gard Sivik dankzij de inbreng van bovengenoemde dichters het belangrijkst gebleken.
In 1957 verliet Snoek de redactie van Gard Sivik. Hij wilde zich aansluiten bij het tijdschrift Podium. Niet veel later verlieten ook Gust Gils en Hugues C. Pernath de redactie toen het tijdschrift werd geënterd door de Nederlandse schrijvers Hans Verhagen, Armando, Hans Sleutelaar en Cornelis Bastiaan Vaandrager. Onder deze handen ging het tijdschrift tot in 1964 door. 
In 1965 ging Gard Sivik over in de De Nieuwe Stijl van Armando.